# André Phillips
André Lamar Phillips (Milwaukee, 5 september 1959) is een Amerikaanse voormalige atleet, die was gespecialiseerd in het hordelopen. Hij werd in 1988 olympisch kampioen.

## Biografie

### Geen Olympische Spelen
Voordat hij in 1988 die olympische titel behaalde, had Phillips een lange weg afgelegd en die ging bepaald niet over rozen. Het begon al in 1980, het jaar waarin hij zich dacht te kwalificeren voor de Olympische Spelen in Moskou. Tijdens de Amerikaanse trials voor deze Spelen lag hij op de 400 m horden in tweede positie achter Edwin Moses, toen hij op de natte baan de tiende en laatste horde raakte en onderuit ging. Weg olympische kwalificatie. Dat de Verenigde Staten die Spelen later zouden boycotten deed aan de teleurstelling die Phillips onderging, niets af.

### De één-man verloren generatie
Het was het begin van zeven magere jaren, jaren van opeenvolgende gemiste kansen, door ziekte en blessures, maar ook door de onverwachte opmars van Danny Harris en Kevin Young. Door de Amerikaanse journalist Sieg Lindstrom werd hij de één-man verloren generatie van de 400 meter horden genoemd. Weliswaar werd hij in 1981 Amerikaans studentenkampioen, maar toen het er in 1983 op de wereldkampioenschappen atletiek 1983 in Helsinki op aankwam, werd hij op zijn specialiteit slechts vijfde in 49,24 s. Dat hij twee weken later na Edwin Moses de tweede Amerikaans atleet werd die op de 400 m horden onder de 48 seconden bleef, toen hij in Keulen 47,78 liep, was weinig meer dan een doekje voor het bloeden.
In 1984 kwalificeerde Phillips zich wél voor de Olympische Spelen in Los Angeles, maar hield vervolgens een virus hem uit het olympische team. En op de Memorial Van Damme, waar hij de voorgaande drie jaren steeds had gewonnen, werd hij slechts tweede. De Senegalees Amadou Dia Ba, in Los Angeles nog zesde, was hem met 48,73 te snel af.

### Vijfmaal eerste op de 'Van Damme'
In 1985 liep Phillips zijn PR op de 110 m horden met 13,25. Ook won hij dat jaar bij de wedstrijd om de wereldbeker de 400 m horden in 48,42 en de 4 x 400 m estafette en herstelde hij in Brussel op de Memorial Van Damme zijn het jaar ervoor beschadigde imago door weer als vanouds te winnen, ditmaal voor het eerst in een tijd binnen de 48 seconden: 47,80. Dat herhaalde hij een jaar later. Toen kwam hij zelfs tot 47,51, een prestatie die tot nu toe (peildatum juni 2009) als meetingrecord onaangetast is gebleven. Zijn totaal aantal Brusselse zeges was hiermee op vijf komen te staan. Ook was hij dat jaar de snelste 400 m hordeloper bij de Grand Prix finale. In 1987, het jaar van het WK in Rome, liep hij een stressfractuur op en opnieuw ging een belangrijk atletiektoernooi aan zijn neus voorbij.

### Motivatie zoek
Aan het eind van die lange reeks tegenslagen was Phillips nauwelijks nog gemotiveerd. Alle harmonie was volgens hem zoek. De stressfractuur en het lange herstel nodigden uit tot bezinning. Phillips, in die tijd woonachtig in Los Angeles, besloot terug te keren naar zijn roots, San José, waar hij college had gelopen en bekend had gestaan om zijn trainingsijver en zijn ernst. Daar werd hij onder handen genomen door Stan Dowell, een coach van de oude stempel, die Lee Evans in 1968 in Mexico naar zijn olympische titel had geleid. Het werd een winter van bikkelharde training en strakke discipline, de pijnlijkste uit de hele carrière van Phillips. Zijn vorm was intussen zo gezakt dat hij sommige high-schoolatleten niet meer kon bijbenen. Soms, als Phillips reeksen van 600 en 800 meter uitvoerde, zakte hij letterlijk bijna door de knieën, maar de coach was niet te vermurwen. 'Dowell is gek', zei Phillips, 'maar ik mag hem wel.'

### Eindelijk succes
In april 1988 was Phillips echter als herboren. Bij een meeting in Tucson liep hij binnen een tijdsbestek van twee uur 20,51 op de 200 m, 45,10 op de 400 m en haalde hij bij het hink-stap-springen een afstand van 13,65 m. Toen het er op de trials voor de Spelen van Seoel vervolgens opnieuw op aankwam, liep hij weer in tweede positie achter Edwin Moses, maar ditmaal bleef hij daar zonder ongelukken tot aan de finish. Daarna liep hij nog maar één wedstrijd, de 400 m horden op de Memorial Van Damme, die hij won, voor de zesde maal. Zijn reactie na afloop: 'Nu weet ik zeker dat ik over enkele weken olympisch kampioen wordt in Seoel.'
Eindelijk maakte hij het waar. In Seoel wist Phillips zich, tezamen met regerend olympisch en tweevoudig wereldkampioen Edwin Moses en Kevin Young, op de 400 m horden te kwalificeren. Alle drie kwamen ze door de voorrondes. De eerste halve finale won Moses voor Young, de tweede halve finale won Phillips voor de Jamaicaan Winthrop Graham. Omdat Edwin Moses als enige onder de 48 seconden gelopen had, was hij de favoriet.
In de finale liep André Phillips de snelste 400 m horden van zijn leven in 47,19 en won goud met vier honderdsten voorsprong op Amadou Dia Ba uit Senegal. Moses won met 47,56 brons en Young was de vierde loper binnen de 48 seconden. Voor Moses was dit zijn enige nederlaag op een internationale wedstrijd, voor Phillips zijn enige overwinning. Het was een bekroning en tegelijk een eindpunt. Vrijwel meteen na de Spelen kreeg Phillips af te rekenen met een hamstringblessure, later kwam daar nog een voetblessure bij. Nog één keer probeerde Phillips zich op te richten, maar de veerkracht was gebroken. Daartegen was ook Dowell machteloos.
Phillips, die aan de UCLA studeerde, werkt als leraar op de Stagg High School in Stockton.

## Titels
- Olympisch kampioen 400 m horden - 1988
- Amerikaans kampioen 400 m horden - 1985
- NCAA kampioen 400 m horden - 1981

## Persoonlijke records
| Onderdeel    | Prestatie | Datum             | Plaats      |
| ------------ | --------- | ----------------- | ----------- |
| 200 m        | 20,51 s   | juni 1988         | Tucson      |
| 400 m        | 44,71 s   | 1986              |             |
| 110 m horden | 13,25     | 28 juli 1985      | Baton Rouge |
| 400 m horden | 47,19     | 25 september 1988 | Seoel       |

## Palmares

### 110 m horden
- 1985:  Grand Prix Finale - 13,29 s

### 400 m horden
- 1981:  Memorial Van Damme - 48,68 s
- 1982:  Memorial Van Damme - 48,92 s
- 1983: 5e WK - 49,24 s
- 1983:  Memorial Van Damme - 48,09 s
- 1984:  Memorial Van Damme - 48,86 s
- 1985:  Wereldbeker - 48,42 s
- 1985:  Memorial Van Damme - 47,80 s
- 1986:  Grand Prix Finale - 48,14 s
- 1986:  Memorial Van Damme - 47,51 s
- 1988:  Memorial Van Damme - 47,89 s
- 1988:  OS - 47,19 s
- 1989:  Memorial Van Damme - 48,54 s